# Zosma

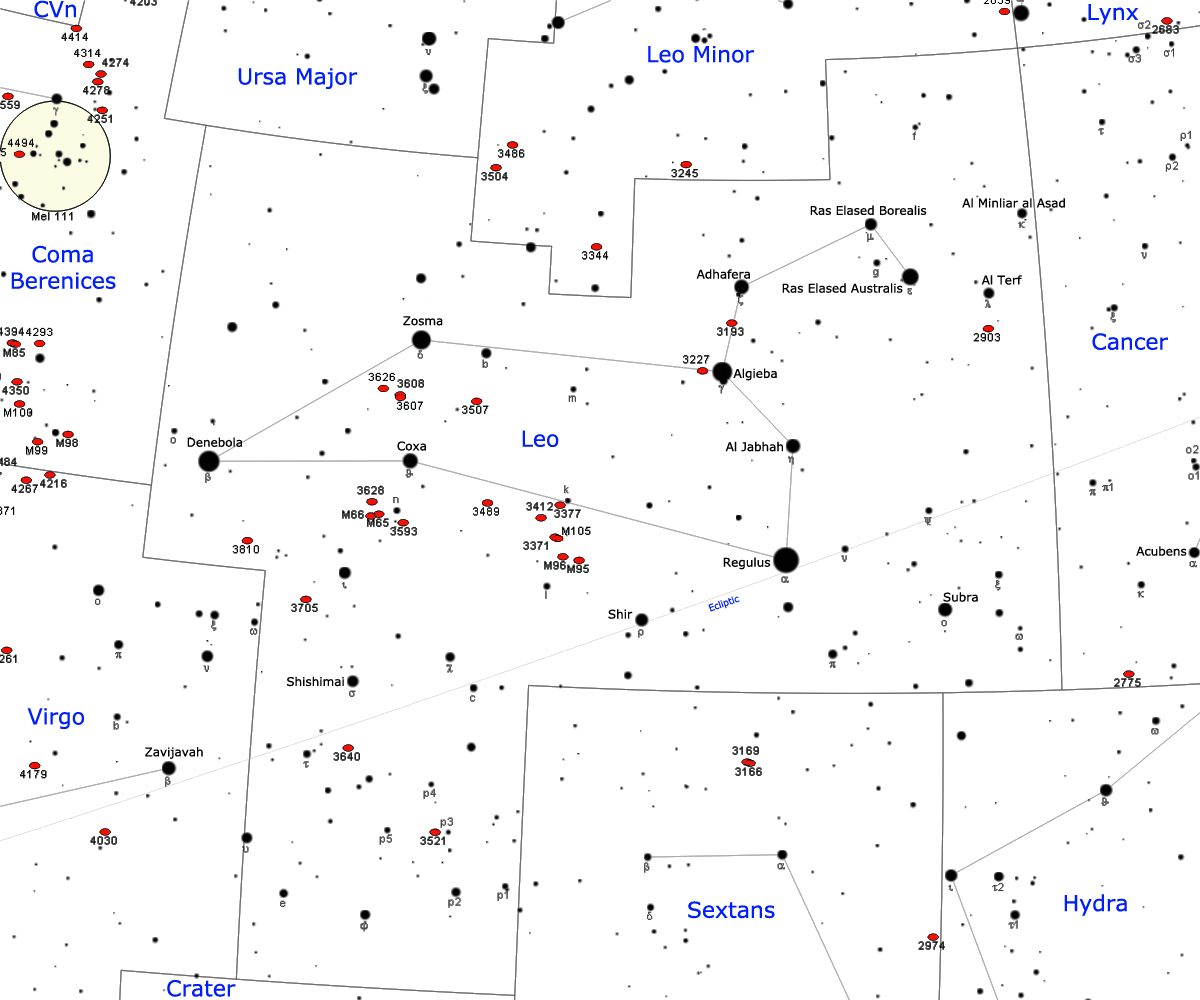
Zosma a la seva constel·lació

Duhr (δ Leonis / δ Leo / 68 Leonis) és una estrella a la constel·lació de Lleó també coneguda pel nom de Zosma. De magnitud aparent +2,56 és la quarta estrella més brillant de la constel·lació, darrere de Regulus (α Leonis), Denébola (β Leonis) i Algieba (γ Leonis). Forma part del corrent d'estrelles de l'Associació estel·lar de l'Ossa Major, grup que comparteix un moviment comú a través de l'espai.

## Nom
El nom de Duhr, també escrit com Dhur, prové de l'àrab A l'Thahr al-Assad i significa "l'esquena del lleó", dona referència a la seva posició dins de la constel·lació. Zosma o Zozma, l'altre nom habitual de l'estrella, és una paraula  persa que significa "faixa" o "taparrabos". Zubr és una altra denominació menys freqüent utilitzada per designar Delta Leonis.
Al costat de Cherta (θ Leonis), Duhr formava el En Kihil al-Assad àrab, "espai entre les espatlles del lleó", així com En Haratan, transcrit a vegades com Chorto, i traduït com les "dues petites costelles" o "forats" penetrant en l'interior del lleó.

## Característiques físiques
Duhr és una estrella blanca de la seqüència principal de tipus espectral A4V amb una temperatura efectiva de 8.350  K. 23 vegades més lluminosa que el Sol, el seu radi és el doble del radi solar. Té una alta velocitat de rotació de com a mínim 180 km / s el seu equador és 90 vegades més gran que el del Sol, amb un període de rotació de menys de mig dia. A diferència de la seva veïna Denébola i d'altres estrelles semblants, no s'ha detectat un núvol de pols al voltant que es pugui relacionar amb la presència de  planetes extrasolars. La seva edat està compresa entre 600 i 750 milions d'anys, i es calcula que en uns 300 o 400 milions d'anys començarà a transformar-se en una  gegant taronja.
Es pensa que Duhr pot ser una variable polsant de  tipus Delta Scuti. Es troba relativament propera a la Terra, a 58  anys llum de distància.